# 三木安司
三木 安司（みき やすし、1960年4月15日 - ）は、中日ドラゴンズに所属しているアスレティックトレーナー、元プロ野球コーチ。プロ野球選手としての経験はない。

## 来歴
兵庫県神戸市出身。兵庫県立社高等学校から中京大学体育学部体育学科へ進む。野球経験はなく、陸上競技選手（400m）として活躍していたが、中日ドラゴンズから「地元の大学出身のトレーニング指導者が欲しい」とスカウトを受け、1983年に入団した。
入団当初は自分と同世代や年上の選手を指導するということもあり、三木の指導に不満を持つ選手も少なくなかったという。三木のトレーニングに対してはじめて真剣に取り組んだ選手は山本昌であったと三木本人が語り、その山本の成功が「トレーニングコーチとしてやっていける」という手ごたえを感じたとも語っている。2000年はコーチを外れてメディカルトレーニング担当となったが、翌年よりフィジカルコーチに復帰。
2014年で一旦コーチ職からは退き、翌2015年よりフロント入りして球団OB会事務局・少年野球担当に就くが、2020年シーズンよりコーチ職に復帰することが発表された。
2021年からはコーチの肩書は外れるものの、S&C一軍担当として球団に残る。

## 詳細情報

### 背番号
- 90（1983年 - 1989年、1996年 - 1999年、2001年 - 2013年）
- 70（1990年 - 1991年）
- 80（1992年 - 1995年）
- 91（2014年、2020年）